# Lars Nyberg (fackföreningsman)
Lars Nyberg, född 1945, är en svensk fackföreningsman och socialdemokrat som tidigare arbetat som utredare och EU-samordnare på LO, där han anställdes 1979. Han har varit ledamot i Europeiska ekonomiska och sociala kommittén (EESK) på LO:s uppdrag. Numera pensionär.